# Lidércfény

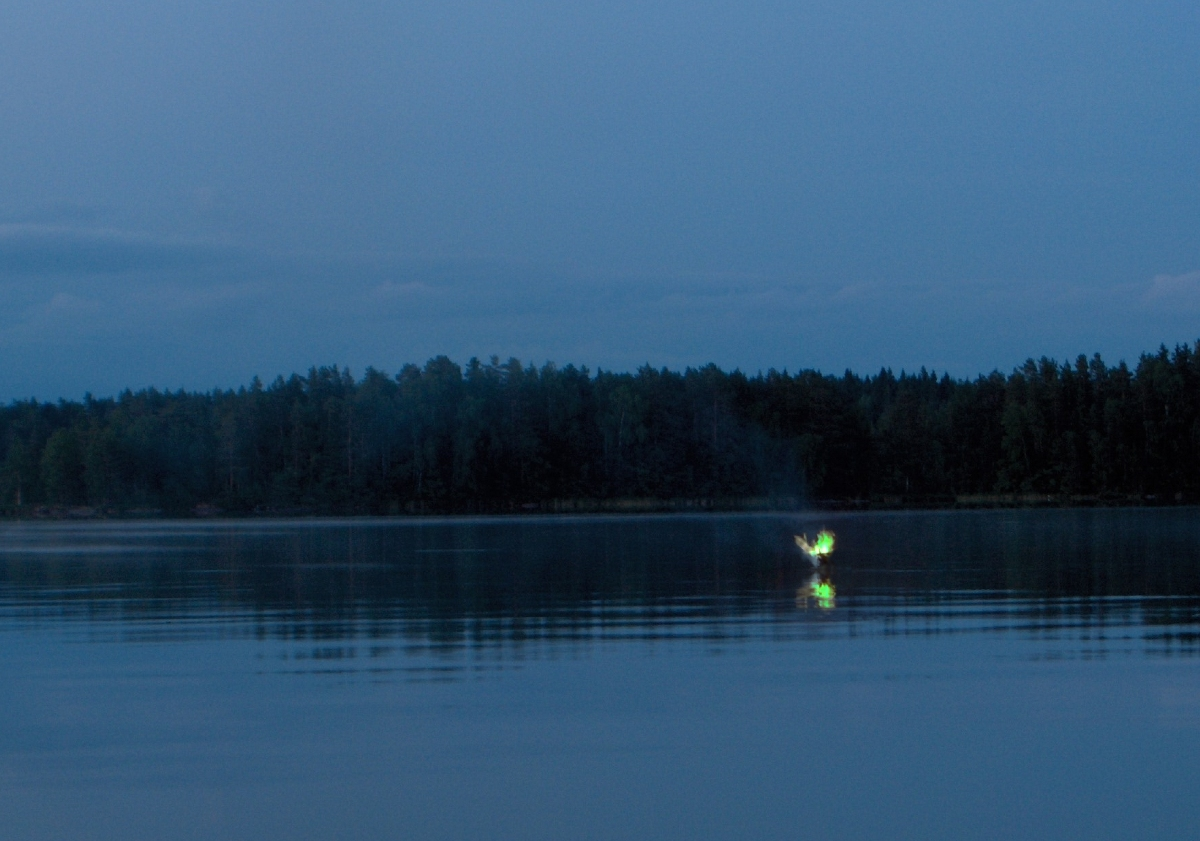
Lidércfény imitációja

A lidércfény (bolygótűz, ignes faturi) olyan jelenség, amely a mocsárgáz égéséből adódik. A mocsárgáz jelentős mennyiségű metángázt tartalmazó gázelegy, amely rothadó növényi anyagokból keletkezik. Gyakran öngyulladó foszfor-hidrogén is van benne, így a keletkező metán is meggyullad: ez a lidércfény, mely a mocsár felett halványkék fénnyel dereng.

## A lidércfény a néprajzban
A magyar népi hitvilág fényjelenségek formájában megjelenő, egymással rokon természetfeletti lényeinek gyűjtőfogalma.